# جيم ويست (عالم الكتاب المقدس)
جيم ويست (بالإنجليزية: Jim West)‏ هو عالم الكتاب المقدس أمريكي، ولد في 29 أغسطس 1960.